# Tęgosz mocny

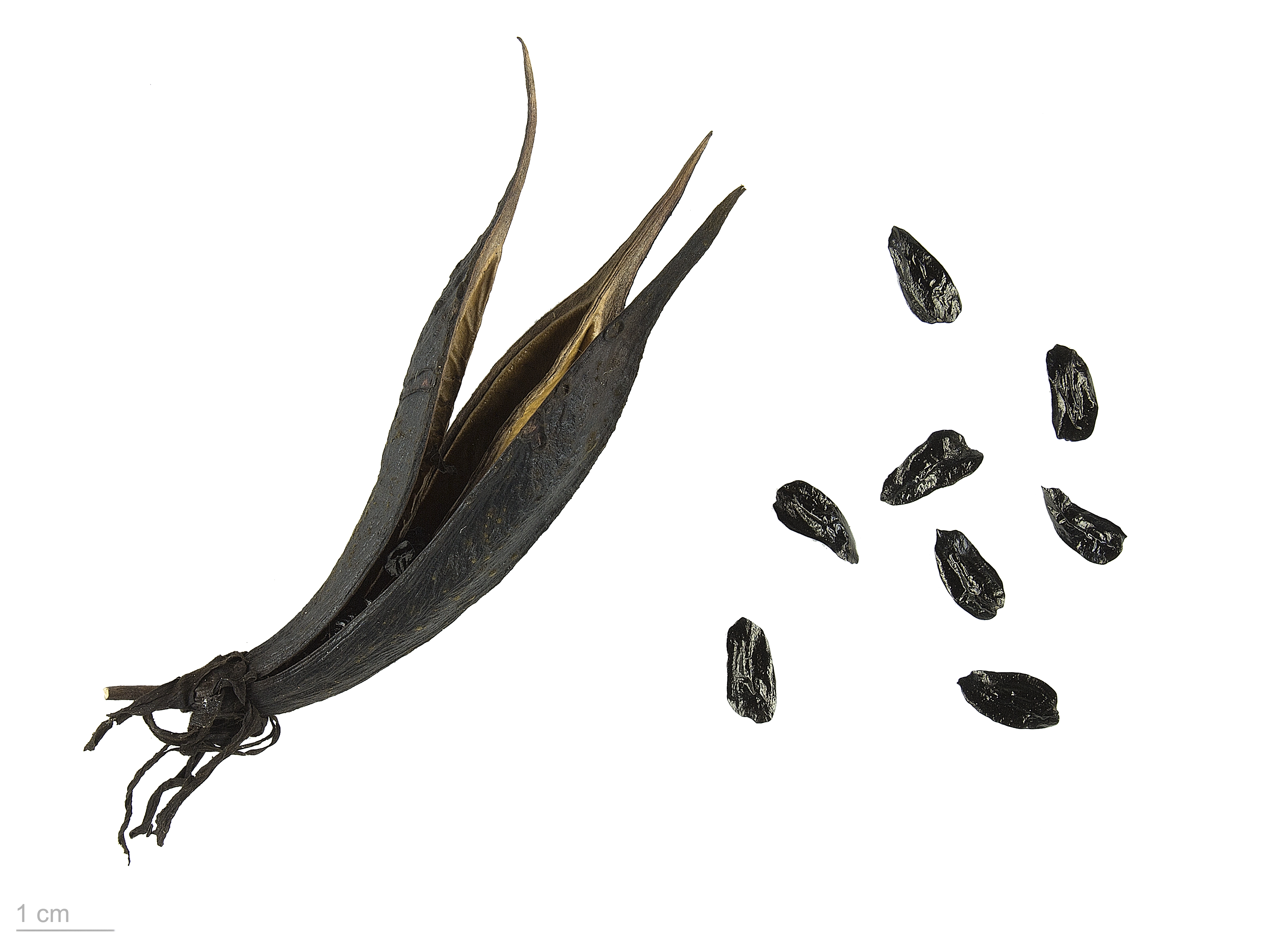
Owoc i nasiona

Tęgosz mocny, len nowozelandzki (Phormium tenax Forst.) – gatunek byliny z rodziny złotogłowowatych, dawniej umieszczany w rodzinie liliowatych (Liliaceae) lub agawowatych (Agavaceae). Pochodzi z Nowej Zelandii i Wyspy Norfolk. W uprawie na terenach Australii, Mauritiusa, w Indiach. Inne nazwy: tęgosz włóknodajny, tęgosz właściwy.

## Morfologia
ŁodygaPęd kwiatowy gruby, dorastający do kilku metrów wysokości.
LiścieMieczowate, odziomkowe długości do 3 m.
KwiatyDuże, z czerwonymi płatkami, zebrane są w kwiatostan.
OwoceSkórzasta torebka.

## Zastosowanie
- Roślina włóknodajna. Z liści otrzymuje się włókno służące do wyrobu tkanin, sznurka, worków itp.
- Roślina ozdobna, w Polsce sadzona jako roślina doniczkowa.